# Paralamprops semiornatus
Paralamprops semiornatus är en kräftdjursart som beskrevs av Fage 1929. Paralamprops semiornatus ingår i släktet Paralamprops och familjen Lampropidae. Inga underarter finns listade i Catalogue of Life.